# Panis (Fluss)
Der Panis ist ein kleiner Fluss in Frankreich, der in den Regionen Okzitanien und Auvergne-Rhône-Alpes verläuft. Er entspringt im nordwestlichen Gemeindegebiet von Saint-Paul-le-Froid, im Département Lozère, wechselt nach etwa 200 Metern ins Département Haute-Loire, entwässert generell Richtung Nordost durch die Landschaft Margeride und mündet nach rund 18 Kilometern im Gemeindegebiet von Saint-Préjet-d’Allier als linker Nebenfluss in die Ance.

## Orte am Fluss
(Reihenfolge in Fließrichtung)
- Madrières, Gemeinde Chanaleilles
- La Fageolette, Gemeinde Thoras
- Le Cheylot, Gemeinde Thoras
- Babonnès, Gemeinde Thoras
- Vazeilles-près-Saugues, Gemeinde Esplantas-Vazeilles
- Croisances, Gemeinde Thoras
- La Romaine, Gemeinde Saint-Préjet-d’Allier